# غيلبرت ريتشموند
غيلبرت ريتشموند (بالإنجليزية: Gilbert Richmond)‏ (2 أبريل 1909 في المملكة المتحدة - 1958) هو مدرب كرة قدم ولاعب كرة قدم بريطاني (وحمل سابقاً جنسية المملكة المتحدة لبريطانيا العظمى وأيرلندا) في مركز الظهير. لعب مع نادي بيرنلي وClitheroe F.C. ‏ ونادي نيلسون.